# Mityana (district)
Le district de Mityana est un district d'Ouganda. Sa capitale est Mityana.